# Wänskapsbröderna
Ordenssällskapet Wänskapsbröderna grundades 1827 i Stockholm av några vaktmästare, en regementsväbel vid flottan, en tobakshandlare, en parmmätare (parm = volymenhet för hö) och en materialförvaltare. Loger finns numera i Stockholm, Malmö, Landskrona, Göteborg, Helsingborg, Svalöv, Uddevalla, Uppsala, Norrköping, Oskarshamn, Tyringe/Perstorp, Halmstad och Kalmar samt en wänskaps ring i Örebro (ring = ej ännu upptagen som loge).

## Syften
- Att hjälpa nödställda.
- Att verka för sann vänskap.
- Att främja vördnad för kristen tro, lydnad för gällande lagar och kärlek till fosterlandet.

## Organisation
Sällskapet grundades av nio vänner och till åminnelse av detta är antalet grader nio och sällskapets generaldirektorium har nio ledamöter och benämnes De Nio.
För att kunna väljas in i Wänskapsbröderna måste man bli rekommenderad av en fadder. 

## Verksamhet
WB har utövat en betydande välgörenhet mot nödlidande och har berett sina medlemmar sjukhjälp och begravningshjälp. WB har även haft pensions- och begravningskassor. De stöder aktivt afatiker med bland annat en afasifond och hjälp till afasiföreningar i startskedet.